# Rhys ap Tewdwr
Rhys ap Tewdwr (Sir Gaerfyrddin Gal·les, abans del 1065 – Brecon, 1093) va ser un príncep de Deheubarth que visqué al segle xi. Era membre de la dinastia Dinefwr i, en conseqüència, descendent de Rhodri el Gran.

## Biografia
Rhys ap Tewdwr va reclamar el tron de Deheubarth després de la mort del seu cosí segon Rhys ab Owain en batalla contra Caradog ap Gruffydd l'any 1078, sobre el fet que era net de Cadell ab Einion ab Owain ab Hywel Dda (ab, fill de). Es casà amb Gwladys verch Rhiwallon, filla de Rhiwallon ap Cynfyn de la dinastia Mathrafal del Regne de Powys, amb qui tingué cinc fills: quatre nois, Gruffydd, Hywel ap Rhys, Goronwy i Cadwgan, i una filla Nest.

### Actuació política
En l'any 1081, Caradog ap Gruffydd envaí Deheubarth i feu que Rhys hagués de refugiar-se a la catedral de Sant David, a Tyddewi. Aleshores, Rhys s'alià amb Gruffydd ap Cynan, que maldava per recuperar el tron de Gwynedd, i en la batalla de Mynydd Carn del mateix any venceren i mataren Caradog ap Gruffydd i els seus aliats Trahaearn ap Caradog de Gwynedd i Meilyr ap Rhiwallon.

### Vassallatge Normand
Guillem el Conqueridor va visitar Deheubarth al mateix any 1081, aparentment en pelegrinatge a Tyddewi, però fent ostentació de poder alhora. Travessà Gal·les pel mig, de manera que sembla molt probable que hi hagués un pacte amb Rhys, pel que aquest darrer retia homenatge al rei anglès a canvi de ser confirmat com a rei de Deheubarth. Rhys pagà anualment un tribut de 40 lliures a canvi del seu regnat, assegurant-se unes bones relacions amb el rei Guillem que durarien fins a la fi de la seva vida. Això convenia a Rhys ap Tewdwr, ja que només s'havia de preocupar de l'enveja dels altres prínceps gal·lesos. Així, el 1088 Cadwgan ap Bleddyn de Powys atacà Deheubarth i causà que Rhys hgués de tocar el dos cap a Irlanda. Més tard al mateix any, Rhys aplegà una flota a Irland, amb la que vencé els homes de Powys en una batalla que comport+ lamort de dos dels germans de Cadwgan, Madog i Rhiryd.
Tres anys més tard, encara, hagué de combatre l'intent de posar Gruffydd, fill de Maredudd ab Owain, en el tron de Deheubarth. Rhys pogué desfer els rebels en la batalla de Llandudoch, on morí el pretendent Gruffydd.
Rhys va aconseguir capejar la creixent pressió normanda que succeí a la mort del rei Guillem el 1087, fins que el 1093 ell mateix fou mort a la batalla de Brecon pels normands que dirigia Bernard de Neufmarche.

## Successió
El fill de Rhys, Gruffydd, heretà part de Deheubarth, però la desfeta militar consegüent a la mort del pare permeté que els normands es fessin amb la major part del regne.
La germana de Gruffydd, i filla de Rhys, Nest verch Rhys, va ser una bellesa llegendària, i el seu segrest per Owain ap Cadwgan del castell del seu espòs a Cenarth Bychan encetà una guerra civil.
Owen Tudor i James A. Garfield són alguns dels que s'han proclamat descendents [llunyans] de Rhys ap Tewdwr.